# Dent Blanche
De Dent Blanche is een berg in de Walliser Alpen, ten westen van Zermatt. Het is het eenvoudigst om door de Val d'Hérens dicht bij de Dent Blanche te komen, maar de berg is ook aan het einde van de Val d'Anniviers en het Mattertal te zien. De Duitse naam Steinbockhorn is in onbruik geraakt. 
De Dent Blanche vormt geologisch gezien met de omliggende bergen: Matterhorn, Zinalrothorn en de  Dent d'Hérens, een klippe van de verder alleen in de Oostelijke Alpen voorkomende Austroalpiene nappes, afkomstig van de Afrikaanse Plaat. Deze Dent Blanche-nappe bestaat uit metamorf gesteente, zoals gneis en gabbro. Dit contrasteert sterk met de onderliggende groenige ofiolieten van de Penninische Dekbladen, die in de omliggende dalen dagzomen
De Dents Blanches is een andere groep van bergen, die op de grens tussen Zwitserland en Frankrijk ligt.
Christian Lauener was vaak actief in de omgeving van de Dent Blanche.

## Beklimming
Er gaan vier graten naar de top, deze vormen van bovenaf gezien een kruis. 
- Z of Wandfluegrat, de normaalroute en gemakkelijkste route, AD of BD
- W of Ferpècle D+
- N of Col de la Dent Blanche, tussen TD/TD+ en MD/MD+
- O, Viereselsgrat of Arete des Quatre Anes D

## Trivia
De roman 'IJs' van Koen D'haene (LetterRijn, 2016) speelt zich grotendeels af op de flanken van de Dent Blanche.